# Acontia upsilon
Acontia upsilon là một loài bướm đêm trong họ Noctuidae.